# Vlag van Belo Horizonte

Vlag van Belo Horizonte

De vlag van Belo Horizonte heeft een wit veld en in het midden toont het wapen van Belo Horizonte. Het wapen heeft een diameter van driekwart van de breedte van de strepen. De verhouding van de vlag is 4:7.
De huidige vlag is officieel in gebruik sinds 1995. In 2024 werd een nieuwe vlag voorgesteld, maar de mensen in Belo Horizonte verwierpen deze.

Afgekeurd vlagontwerp (2022)